# Luis Alvarez (peintre)
Pour les articles homonymes, voir Luis Alvarez et Alvarez.
Luis Alvarez est un artiste peintre et dessinateur espagnol né Luis Álvarez León le 14 avril 1929 à Assilah (Maroc), alors sous protectorat espagnol, et mort le 18 avril 1997 à Avignon. Il vécut successivement à Larache et à Tanger, à Paris de 1951 à 1955, à Villeneuve-lès-Avignon de 1955 à 1982, enfin à La Capelle-et-Masmolène jusqu'en 1997 (date de son décès à Avignon). Il est inhumé à Masmolène (Gard).

## Biographie
Après avoir vécu à Larache et à Tanger, Luis Alvarez arrive en 1951 à Paris où il est élève de l'École du Louvre et travaille à des décors pour la firme Paramount. Il s'installe en 1955 à Villeneuve-lès-Avignon - où l'on continuera de le définir comme « une personnalité très attachante, très cultivée, tantôt espiègle tantôt sombre, exubérante ou pudique » - où il vit dans l'ancienne église Saint-Pons - devenue aujourd'hui la médiathèque Saint-Pons - y réalisant des fresques murales aujourd'hui conservées par la ville. Parallèlement à une peinture où l'on relève « à la fois classicisme et modernité », il crée des décors pour le Festival d'Avignon. Il participe régulièrement au Salon des artistes de Villeneuvre-lès-Avignon, notamment aux côtés de Michel Bonnaud, puis est à partir de 1962 artiste permanent de la Galerie Philippe Ducastel à Avignon.
Luis Alvarez est le père du photographe Jean-Baptiste Ducastel (1970-).

## Expositions personnelles
- Galerie Philippe Ducastel, Avignon, décembre 1964 - janvier 1965.
- Galerie B. Quellien, Avignon, 1974.
- Alvarez - Vingt ans de peinture, Palais des papes, Avignon, juillet 1982.
- Chapelle Saint-Ferréol, Tavel (Gard), mars-avril 1989.
- Château de Lascours, Laudun-l'Ardoise, juillet 1994.
- Galerie Aktuaryus, Strasbourg, février 1995.
- Hommage à Luis Alvarez - Dixième anniversaire de son décès, Tour Philippe-le-Bel, Villeneuve-lès-Avignon, juillet-août 2007[1].
- Hommage à Luis Alvarez, médiathèque Pierre-Hébrard et espace Barbara, Laudun-L'Ardoise, octobre 2016[4],[2].

## Expositions collectives
- Chorégies d'Orange, 1962.
- Dix ans de peinture (Pierre Ambrogiani, Luis Alvarez...), Salon de Noël, Bollène, décembre 1974.
- Trentième Salon d'art du château de Montsauve (avec Pierre Cayol), Sauveterre (Gard), 1994.
- Salon des artistes de Villeneuve-lès-Avignon, Rétrospective 1950-1970, septembre-octobre 2005.
- Louis Bergerot, Luis Alvarez, Homéro Panagiotopoulos, Léopold Reynier, Galerie Emp Art-Réflexions, Nîmes, janvier 2014.

## Réception critique
- « Chacun de ses tableaux demeure pour nous, quel que soit son sujet, imaginaire ou, si l'on peut employer ce terme au sujet d'Alvarez, réaliste, que sa matière soit mince ou généreuse, éclatante ou crépusculaire, le générateur permanent de rêves et de méditations dans lequel notre œil et notre esprit sont et seront toujours assurés de trouver la joie, le stimulus ou le simple apaisement que leur refuse la vie quotidienne. » - Robert Allan[5]
- « Il passe indifféremment d'une figuration multiforme à une abstraction nuagiste. Il peint aussi bien des natures mortes, dans la manière de Bernard Buffet, que des portraits, paysages, fleurs, et des nus très détaillés... Sa peinture aux tons fondus, austères, laisse transparaître une certaine mélancolie. » - Jacques Busse[6]

## Prix et distinctions
- Premier Prix de peinture de Villeneuve-lès-Avignon, 1961.
- Premier prix de peinture des Chorégies d'Orange, 1962.
- Médaille d'or du Salon d'art du château de Montsauve, 1994.

## Hommages
- Une voie touristique piétonne de Villeneuve-lès-Avignon porte le nom de promenade Luis-Alvarez.

## Musées et collections publiques
- Musée Calvet, Avignon.
- Musée d'art moderne et contemporain, Strasbourg, Couple, huile sur toile.
- Musée municipal de Villeneuve-lès-Avignon.
- Médiathèque Saint-Pons, Villeneuve-lès-Avignon.